# Hamadi Krouma
Hamadi Krouma è un comune dell'Algeria, situato nella provincia di Skikda.